# Corpi da reato
Corpi da reato (The Heat) è un film del 2013 diretto da Paul Feig.
Film commedia prodotto dallo stesso regista, con protagoniste Sandra Bullock e Melissa McCarthy.

## Trama
L'agente speciale dell'FBI Sarah Ashburn è un'eccellente investigatrice che lavora a New York, un po' arrogante, puritana, impettita e non va molto d'accordo con i suoi colleghi di lavoro. Per ottenere una promozione, Ashburn si reca a Boston per scovare uno sfuggente trafficante di droga noto come Simon Larkin.
Giunta a Boston, Ashburn scopre che Larkin sta eliminando i trafficanti avversari e prendendo possesso delle loro attività. Per scoprire dove si trovi, Ashburn rintraccia uno dei suoi collaboratori, Rojas, che è stato arrestato. Quando Ashburn si reca a visitare Rojas al dipartimento di polizia di Boston per chiedergli informazioni su Larkin, si scontra con la detective che lo ha arrestato, Shannon Mullins, la quale è scontrosa, territoriale e poco socievole.
Quando Mullins viene a sapere il motivo della presenza di Ashburn a Boston, decide di andare a cercare Larkin. Il superiore di Ashburn l'affida a Mullins per completare la missione, il che non si rivelerà facile dato che Ashburn lavora rispettando le regole del mestiere mentre Mullins fa le cose a modo suo.

## Produzione

### Cast
A dirigere la pellicola è Paul Feig, già regista della commedia Le amiche della sposa e della serie tv Mad Men. Protagoniste della pellicola, l'attrice emergente Melissa McCarthy e l'attrice premio Oscar Sandra Bullock, per la prima volta insieme.
Il 1º agosto 2012 si è unito al cast Michael McDonald noto per il suo ruolo in Mad TV. L'attore Demián Bichir, candidato all'Oscar per Per una vita migliore (2011), si è unito al cast il 30 luglio 2012.

### Riprese
Le riprese del film sono iniziate a Boston, Massachusetts, a luglio 2012.

## Distribuzione
Il primo trailer del film è stato diffuso il 16 novembre 2012. Il 20 dicembre 2012 è stato diffuso il secondo trailer ufficiale, leggermente più corto. Negli Stati Uniti il film è stato valutato come film per adulti.
L'anteprima mondiale del film si è tenuta il 15 giugno 2013 a Londra, mentre la distribuzione del film nelle sale è avvenuta il 28 giugno 2013 negli Stati Uniti. In Italia è stato distribuito il 3 ottobre 2013 Il primo trailer italiano è uscito sul canale YouTube della 20th Century Fox il 7 febbraio 2013, seguito dal trailer breve e dal teaser trailer.

## Curiosità
- Durante le riprese del film un pullman si schiantò sulla roulotte di Sandra Bullock, si registrarono undici feriti.[8][9]